# Escola Proa
L'Escola Proa és una escola concertada del barri de La Bordeta, de Barcelona, de la que en són titulars els pares i mares, mitjançant, actualment, l'Associació de Pares Bordeta-Sant Medir. Cobreix des de l'Educació Infantil fins al Batxillerat, en les modalitats de Científic-tecnològic, Humanístic-social i Artístic.
Fou fundada el 1966, en ple franquisme, com a escola catalana i de pedagogia activa, alternativa a l'ensenyament oficial de l'època i amb voluntat d'enllaçar amb la pedagogia catalana anterior a la guerra. Va néixer per iniciativa d'un grup de pares del barri, encapçalats per Josep Espinàs, que es varen constituir com a delegació a La Bordeta del moviment denominat Escola Activa de Pares de Barcelona, que era una versió catalana de l'entitat francesa École des parents, i que en aquells moments inicials actuaven amb el suport de la parròquia de Sant Medir
Es va instal·lar a l'edifici de la Fundació Garcia Fossas, al carrer d'Almeria, en virtut d'un conveni amb aquesta entitat benèfica.
La direcció pedagògica de l'escola fou encarregada a la mestra Concepció Vandellós, amb qui els pares fundadors varen contactar a través d'Alexandre Galí. D'aquesta manera, l'escola enllaçava amb la línia educativa del que foren l'Escola Montessori i la Mútua Escolar Blanquerna. La direcció del batxillerat la va assumir Oriol Vergés, que l'exercí durant cinc anys.